# Französische Kirche (Potsdam)

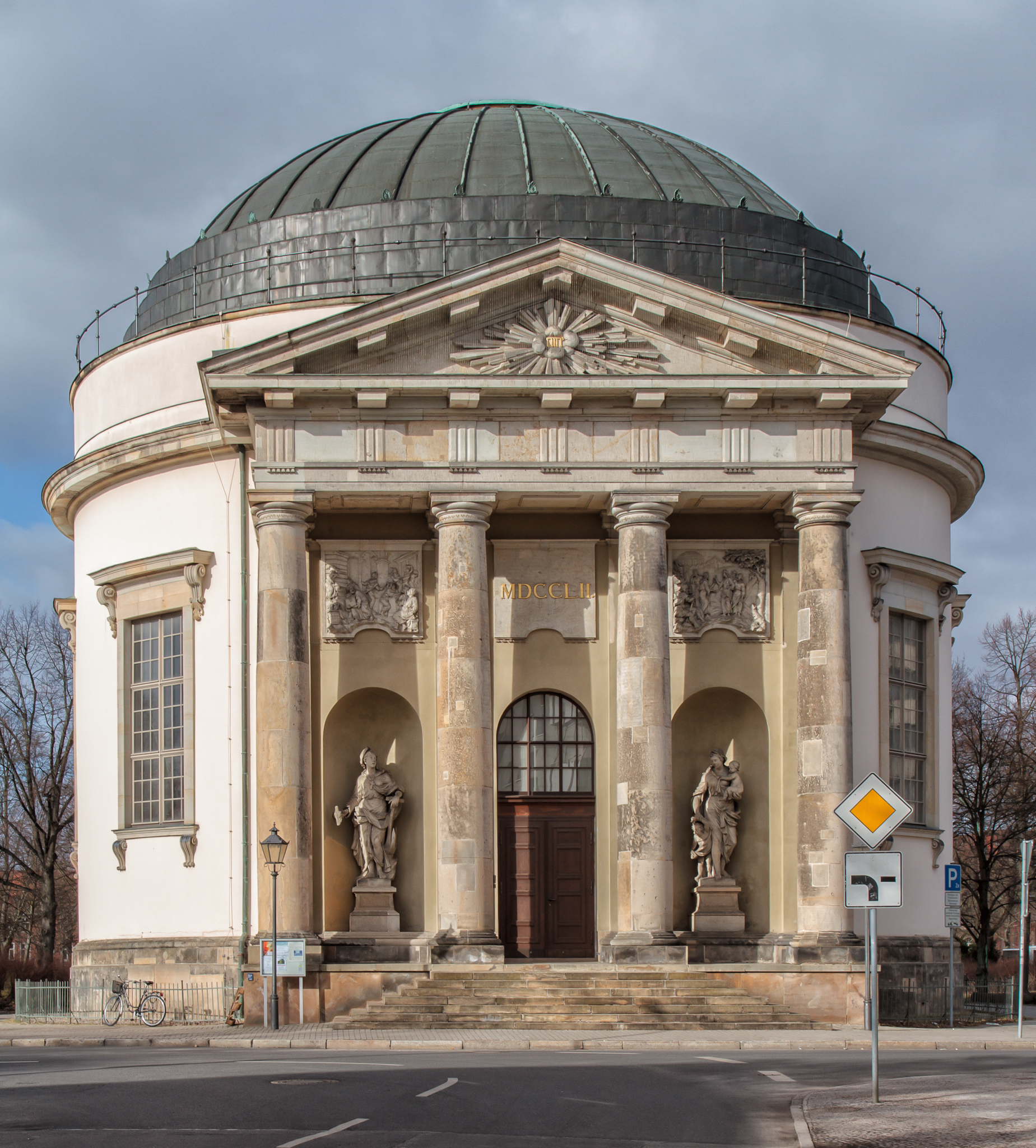
Die Französische Kirche, Frontalansicht (2013)

Die reformierte Französische Kirche in Potsdam (französisch Temple de Potsdam) ist ein Spätwerk des Architekten Georg Wenzeslaus von Knobelsdorff. Im Edikt von Potsdam (1685) hatte der Große Kurfürst den aus Frankreich geflohenen Hugenotten eine neue Heimat in Preußen angeboten. 1752/53 wurde die Kirche für die allmählich wachsende französisch-reformierte Gemeinde Potsdams errichtet. Seit der starken Zerstörung der Stadt im Zweiten Weltkrieg ist sie die älteste erhaltene Kirche im historischen Stadtgebiet.

## Baugeschichte

### Entstehung

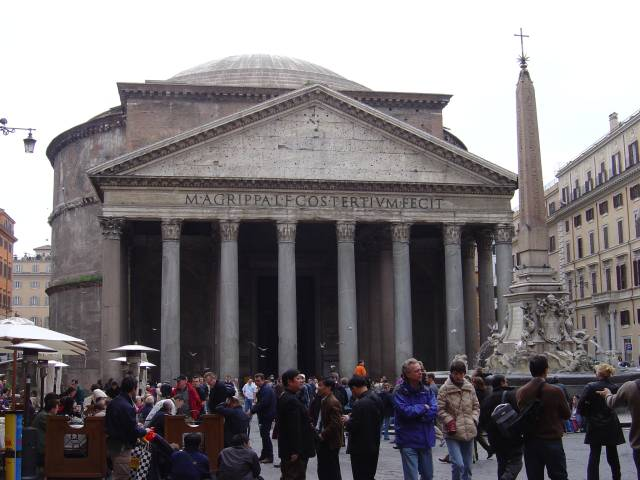
Das Pantheon in Rom

Die Kirche entstand am südöstlichen Rand des heutigen Bassinplatzes, einem Gelände zwischen Holländischem und Französischem Viertel. Das Terrain war sumpfig und gehörte erst seit 1733 zum Stadtgebiet. Zwischen 1737 und 1739 ließ der holländische Baumeister Jan Bouman es durch die Anlage eines Sammelbeckens, des Holländischen Bassins, trockenlegen. Trotzdem blieb der Kirchenbau auf schwer kalkulierbarem Untergrund eine technische Herausforderung. Zuverlässiger Baugrund fand sich erst in einer Tiefe von knapp sechs Metern, die Baugrube musste aufwändig gesichert werden. Eine Kalksteinschicht dicht unter der Erdoberfläche sollte verhindern, dass Feuchtigkeit in das Gebäude aufstieg.
Entwurf und Planung der Kirche gehen zurück auf Georg Wenzeslaus von Knobelsdorff, den viel beschäftigten Architekten Friedrichs des Großen. Zu Baubeginn war er bereits schwerkrank. Jan Bouman leitete die Ausführung des Projektes. Thematisches Vorbild für das Gebäude war das Pantheon in Rom, ein Zentralbau mit Kuppel und Portikus, dessen Merkmale Knobelsdorff in allen Proportionen und Details souverän variiert hatte. Die Grundform der Kirche ist ein Oval, die Innenmaße betragen 19,83 m bzw. 15,23 m; das Mauerwerk ist 1,65 m stark, am Sockel mit Sandstein verblendet, darüber verputzt. Die relativ flache Kuppel ist frei schwingend gemauert, sie wurde von Karl Friedrich Schinkel, dem berühmten Architekten des preußischen Klassizismus, noch 80 Jahre später als statisch sehr gewagt beurteilt. In den Nischen neben dem Eingang stehen zwei überlebensgroße allegorische Figuren des Bildhauers Friedrich Christian Glume: Caritas (Liebe, Wohltätigkeit) und Spes (Hoffnung). Darüber befinden sich supraportenartige Reliefs des Gleichnisses vom Zinsgroschen und der Tempelreinigung. Nach Maßgabe der französisch-reformierten Gottesdienstordnung war das schmucklose Innere auf die Mitte des Raumes ausgerichtet, durch eine umlaufende Holzempore wirkte es wie ein Amphitheater. Die Farbe der Wände war ein im Barock beliebtes Altrosa, die des Gestühls wahrscheinlich Weiß. Die Fenster waren farblos verglast.

### Veränderungen (19. Jahrhundert)

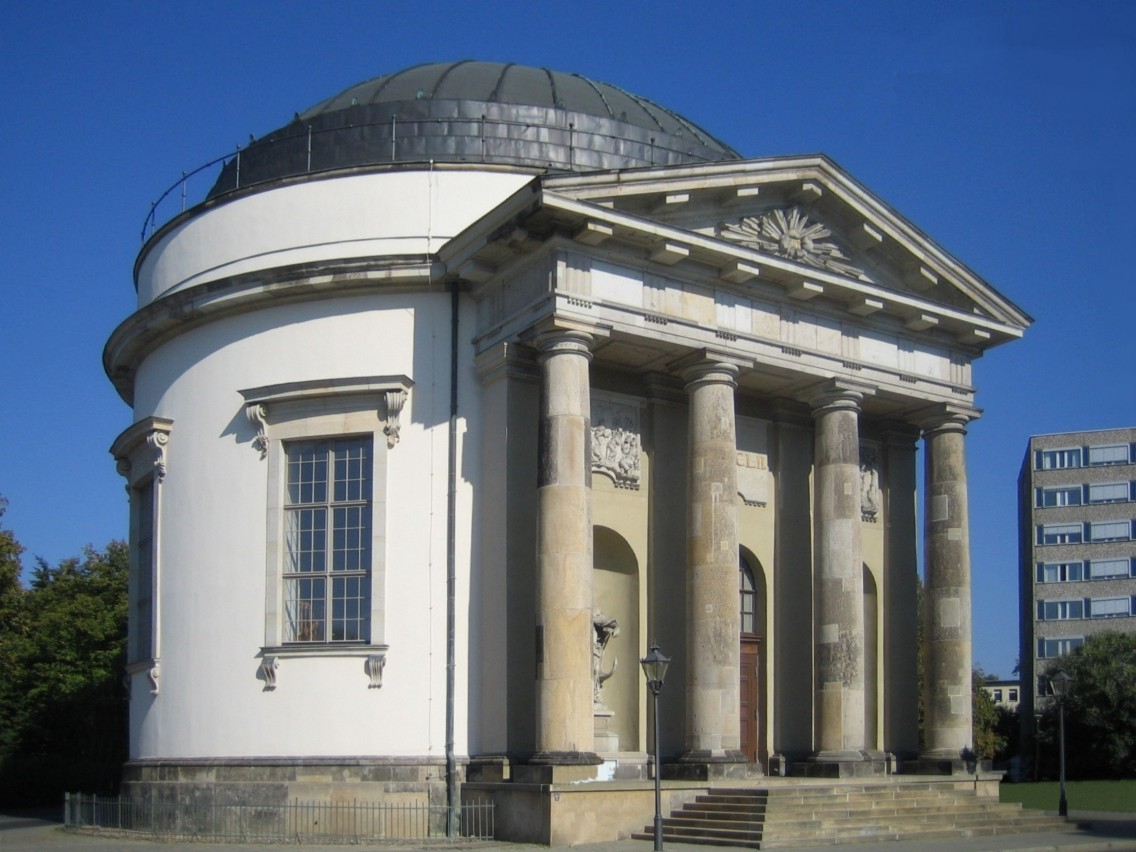
Schrägansicht

Im 19. Jahrhundert erhielt K. F. Schinkel den Auftrag zur Umgestaltung des Innenraumes. In der Zwischenzeit waren mehrfach Reparaturen nötig geworden. Putz- und Steintrümmer waren aus der Kuppel in den Kirchenraum herabgefallen, während der napoleonischen Besetzung von 1806 bis 1808 diente der Innenraum als Magazin der Kavallerie und wurde weitgehend verwüstet. Schinkel fand das Gestühl angefault und wurmstichig vor, die Fenster zum Teil vernagelt, den Ziegelboden gefährlich uneben. Während des Umbaues zwischen 1832 und 1834 behandelte er die Vorleistung Knobelsdorffs mit großem Respekt. Den gewünschten Anbau einer Sakristei lehnte er ab, um den Baukörper nicht zu entstellen. Der schlichte Gesamteindruck des Innenraumes blieb erhalten. Allerdings konzipierte er eine Kanzelwand und gab dadurch dem Kirchenraum eine eher frontale Ausrichtung. Durch eine zweite Empore wurde die Zahl der verfügbaren Plätze mehr als verdoppelt. Helle, grau-grünliche Töne bestimmten den Farbeindruck.
Bald traten neue Schäden durch Schwammbefall auf. 1856/57 wurde die Kirche geschlossen und saniert, die dominierenden Farben der Ausstattung waren nun Dunkelbraun mit Schwarz. 1881 musste die Kirche für Reparaturarbeiten abermals geschlossen werden, dieses Mal für zwei Jahre. Danach war das Erscheinungsbild der Ausstattung wiederum wesentlich verändert. Diese Modernisierung nach dem Geschmack der wilhelminischen Epoche brachte unter anderem Stuckkassetten und Rosetten in Blau, Rot und Gold in der Kuppel und eine farbige Verglasung der Fenster. Die Kanzelwand wurde durch Schmuckelemente und ein Kreuz ergänzt.

### Veränderungen (20./21. Jahrhundert)
In den 1920er-Jahren wurde eine Reihe der letzten Veränderungen zurückgenommen. Die Farbgestaltung von Kanzelwand, Emporen und Gestühl näherte sich wieder der Schinkel´schen Fassung an. Absenkungen durch Veränderung des Grundwasserspiegels erzwangen neue bauliche Maßnahmen.

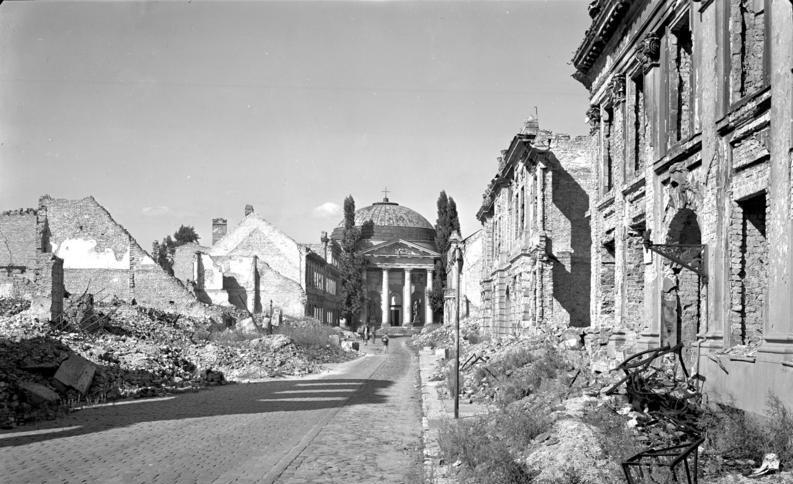
Weitgehend zerstörte Gebäude in der Französischen Straße, am Straßenende die Kirche (Aufnahme vom Ende der 1940er-Jahre)

Ein Bombenangriff während des Zweiten Weltkrieges – am 14. April 1945 – zerstörte beinahe das ganze Französische Viertel. Die Französische Kirche blieb nahezu unversehrt, nur die Fenster mussten – zunächst provisorisch – erneuert werden. Allerdings ergaben sich kriegsbedingte Folgeschäden. Durch Risse in der Kuppel drang Wasser ein, Putz stürzte in den Kirchenraum, auch der Außenputz war fehlerhaft. Die provisorischen Fenster waren bald undicht. Notwendige Sicherungsmaßnahmen unterblieben, weil die kleine Gemeinde sie nicht finanzieren konnte und staatliche Mittel seitens der DDR nicht zu bekommen waren. Mitte der 1960er-Jahre wurde die Kirche wegen Baufälligkeit gesperrt.
Als Zeichen der „großzügigen kulturellen“ Bewahrung dieser Kirche im Stadtbild wurde aus Anlass der 300-Jahr-Feier zum Potsdamer Toleranzedikt im Jahr 1985 die Sicherung der äußeren Ansicht und der Stopp des weiteren Verfalls in dieser Zeit begonnen. Die gemauerte und stark gerissene Kuppel erhielt eine Stahlbetonschale und der Außenputz wurde saniert. Von einer Innensanierung war zu dieser Zeit noch keine Rede. Mit finanzieller Anschubhilfe einer Pressestiftung, durch privat eingeworbene Spenden und öffentliche Fördergelder konnte die Französische Kirche seit 1990 schrittweise auch innen wieder hergestellt werden. Abschließend wurden 2003 die provisorischen Fenster der Nachkriegszeit ersetzt und die restauratorischen Arbeiten an der Farbfassung des Innenraumes beendet.

## Hugenottische Traditionen in der Französischen Kirche von Potsdam
In Frankreich waren die Protestanten, Hugenotten genannt, bestenfalls geduldet. Ihre evangelischen Gotteshäuser durften sie meist nur außerhalb der Stadtmauern errichten, und auch dort nur ohne die typischen Kirchenmerkmale Glocken und Turm. Bis heute heißen die reformierten Kirchen in Frankreich „temple“ im Unterschied zu den katholischen und den wenigen lutherischen Kirchen mit der Bezeichnung „église“. Die Französische Kirche in Potsdam ist ganz im Stil dieser „Tempel“ in der französischen Heimat gebaut.
Da die Potsdamer Kirche von Anfang an als reformierter Kirchenbau entworfen wurde, spiegeln sich die reformierten Vorstellungen auch im Innenraum wider. Wesentliche Elemente des reformierten Gottesdienstes sind die Gemeinde, die Bibel, eine Kanzel und der Abendmahlstisch. Taufkanne und Taufschale ersetzen den Taufstein und werden bei Bedarf auf dem Abendmahlstisch platziert. Andere Kennzeichen, die man üblicherweise in Kirchen findet, wie Altar, Kerzen, Kreuz, Kruzifix oder Bilder fehlen dagegen, da sie vom Eigentlichen ablenken oder nicht dem zweiten Gebot (Bilderverbot) entsprechen. Der Innenraum der Französischen Kirche beeindruckt deswegen durch seine elegante Schlichtheit.
In diesem Raum kann der Gottesdienst in seiner ursprünglichen Form gefeiert werden: Der Raum ist auf die Mitte hin orientiert. Diese Mitte ist leer; die Leere ist das Besondere, das „Heilige“. Die Gemeinde versammelt sich im Kreis um diese Mitte. Dadurch wird die Gleichberechtigung aller Gemeindemitglieder, ob Priester oder Laien, zum Ausdruck gebracht. Auch der Abendmahlstisch, auf dem stets die Bibel liegt, steht frei, so dass sich alle um ihn herum versammeln können. Die Kanzel hat in erster Linie einen praktischen Zweck: wenn die Empore besetzt ist, kann die predigende Person von allen gut gehört und gesehen werden.

## Geschichte der französisch-reformierten Gemeinde
Anfang 1686 trafen die ersten französisch-reformierten Glaubensflüchtlinge dem Toleranzedikt des Großen Kurfürsten folgend in Potsdam ein. Aber nur wenige blieben in dieser damals noch unbedeutenden Stadt. Als Friedrich Wilhelm I. für Hugenotten ab 1719 das Französische Quartier (ca. 50 Häuser) im Zuge der ersten Stadterweiterung errichten ließ, stieg die Zahl der französisch Reformierten in Potsdam an. Am 21. Juli 1723 wurde die Französisch-reformierte Gemeinde („Eglise reformée de France“) gegründet. Sie erhielt am 19. Oktober 1731 sogar eine eigene Verfassung, so dass sie als Französische Kolonie in Potsdam ein eigenständiges politisches, kirchliches und kulturelles Gemeinwesen mit eigenem Richter und eigenen Polizisten bzw. Gerichtsdiener bildete. Der Gemeinde schlossen sich nicht nur Franzosen, sondern auch reformierte Pfälzer, Schweizer, Ungarn und Niederländer an, die sich in Potsdam niedergelassen hatten, unter ihnen die Architekten Pierre de Gayette und Jan Bouman. Bildung (eigene Schule) und soziales Engagement spielten eine große Rolle.
Die Napoleonische Besetzung, die Stein-Hardenberg’schen Reformen sowie die preußische Kirchenunion von 1817 brachten tief greifende Änderungen für die Gemeinde. Während des Napoleonischen Befreiungskrieges erwies sich die Gemeinde als treu deutsch, bis hin zu Eindeutschungen von Vor- und Nachnamen. Die französischen Besatzer wiederum waren überrascht, diese eigentümlichen Landsleute im Feindesland anzutreffen, die zudem ein altertümliches Französisch sprachen. Nach dem Friedensschluss beseitigten die Stein-Hardenberg’schen Reformen die ehemaligen Privilegien und hoben die Französische Kolonie auf. Mit der preußischen Kirchenunion von 1817 wurde die Gemeinde in die neue unierte Landeskirche eingegliedert.
Mit dem Deutsch-Französischen Krieg von 1870/71 verlor die Gemeinde ihre geschätzte Schule. In den Folgejahren wurden die französischsprachigen Gottesdienste eingestellt, der Innenraum wurde entsprechend den Vorstellungen der wilhelminischen Zeit verändert. Erst nach dem Ersten Weltkrieg (re)formierte sich neues Selbstbewusstsein: Das Presbyterium widersetzte sich erfolgreich der Eingliederung in die Französische Kirche zu Berlin. Während der Zeit des Nationalsozialismus verteidigte man die „jüdischen Schriftzeichen“, das Tetragramm, in der Gloriole des Portikus, musste aber die Vergoldung der Buchstaben beseitigen.
Nach dem Zweiten Weltkrieg war die Hälfte der Gemeinde umgekommen oder in alle Welt zerstreut, die übrig gebliebenen Gemeindemitglieder waren meist alt. Die Heilig-Geist-Gemeinde, die ihre Kirche im Bombenangriff verloren hatte, quartierte sich in der Französischen Kirche ein, so dass die französisch-reformierte Gemeinde zunehmend zum Gast im eigenen Haus wurde. Nachdem die Heilig-Geist-Gemeinde mit der Nikolai-Gemeinde fusioniert hatte, befand sich die Französische Kirche in einem beklagenswerten Zustand und musste 1968 aus Sicherheitsgründen geschlossen werden. Die französisch-reformierte Gemeinde versammelte sich nunmehr im, ebenfalls baufälligen, Gemeindehaus am Rande des Holländischen Viertels.

## Die französisch-reformierte Gemeinde heute
Mitte der 1980er geriet Bewegung in das Gemeindeleben: eine neue Pastorin wurde mit halber Stelle eingestellt; neue, jüngere Gemeindemitglieder meldeten sich; die Zahl der Gottesdienstbesucher stieg; das Gemeindehaus wurde instand gesetzt. In der Wendezeit entstand dort ein Eine-Welt-Laden, der die Aufmerksamkeit der Passanten auf sich zog. Kontakte nach Frankreich konnten neu aufgenommen werden.
In den letzten Jahren ist die Zahl der Gemeindemitglieder weiter gestiegen und liegt derzeit bei ca. 200 (Stand 2006). Es finden mehr Gottesdienste statt (drei im Monat). Weitere Gemeindeaktivitäten umfassen unter anderem: Konfirmandenunterricht, Junge Gemeinde, thematische Gemeindenachmittage, Bibelseminare, Familienfreizeiten, Orgelkonzerte, Projektchor, Hospizdienst und den Eine-Welt-Laden. Ein Team von Ehrenamtlichen hält zudem die Französische Kirche täglich für Besucher geöffnet. In den Jahren 2004–2006 gastierte zudem das Hans Otto Theater wiederholt in der Französischen Kirche mit einer sehr positiv aufgenommenen Aufführung von Tolstois Krieg und Frieden.
Die Französisch-reformierte Gemeinde gehört zum reformierten Kirchenkreis der Evangelischen Kirche Berlin-Brandenburg-schlesische Oberlausitz und ist Mitglied des Reformierten Bundes in Deutschland.

## Orgeln

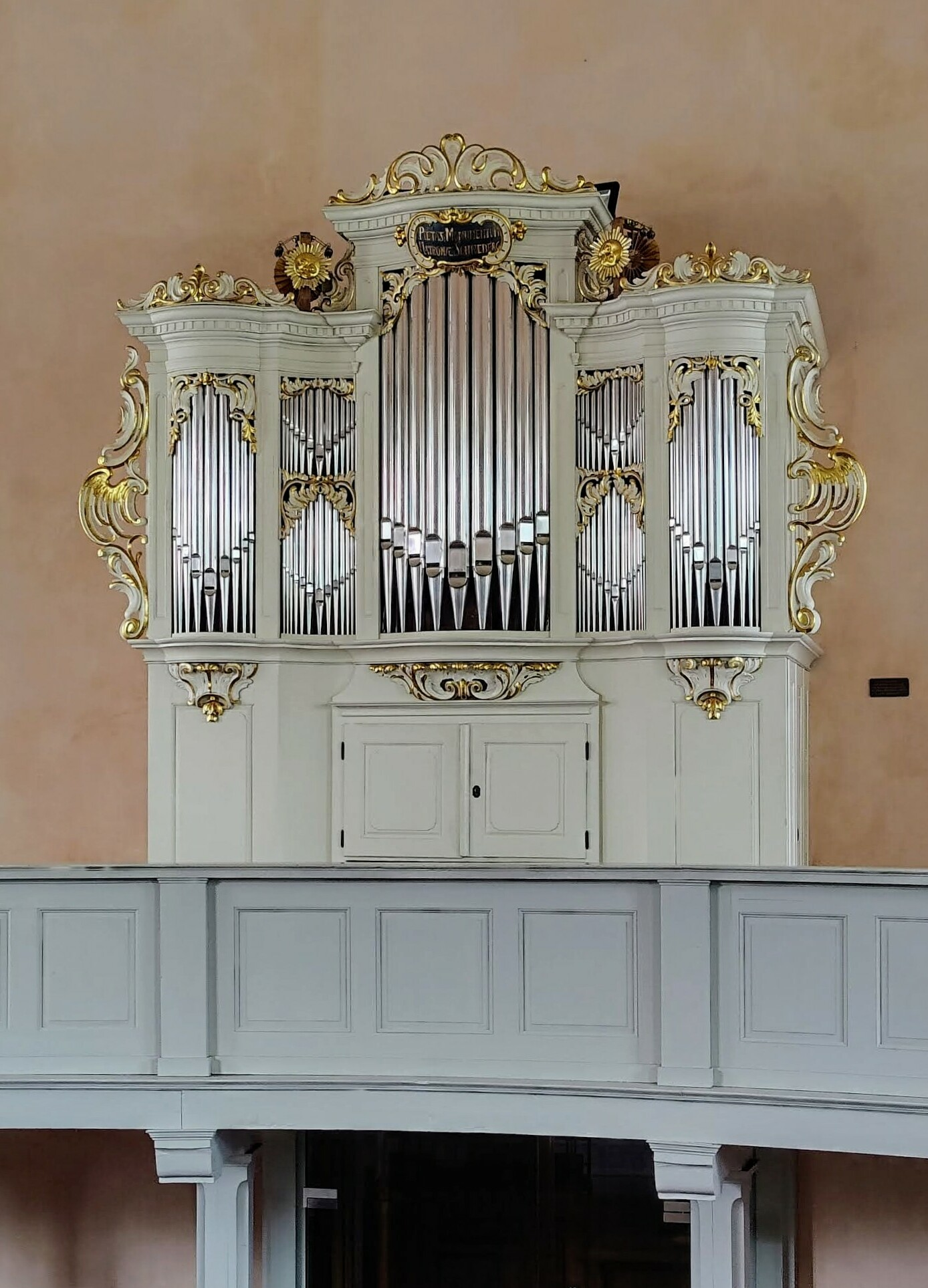
Grüneberg-Orgel

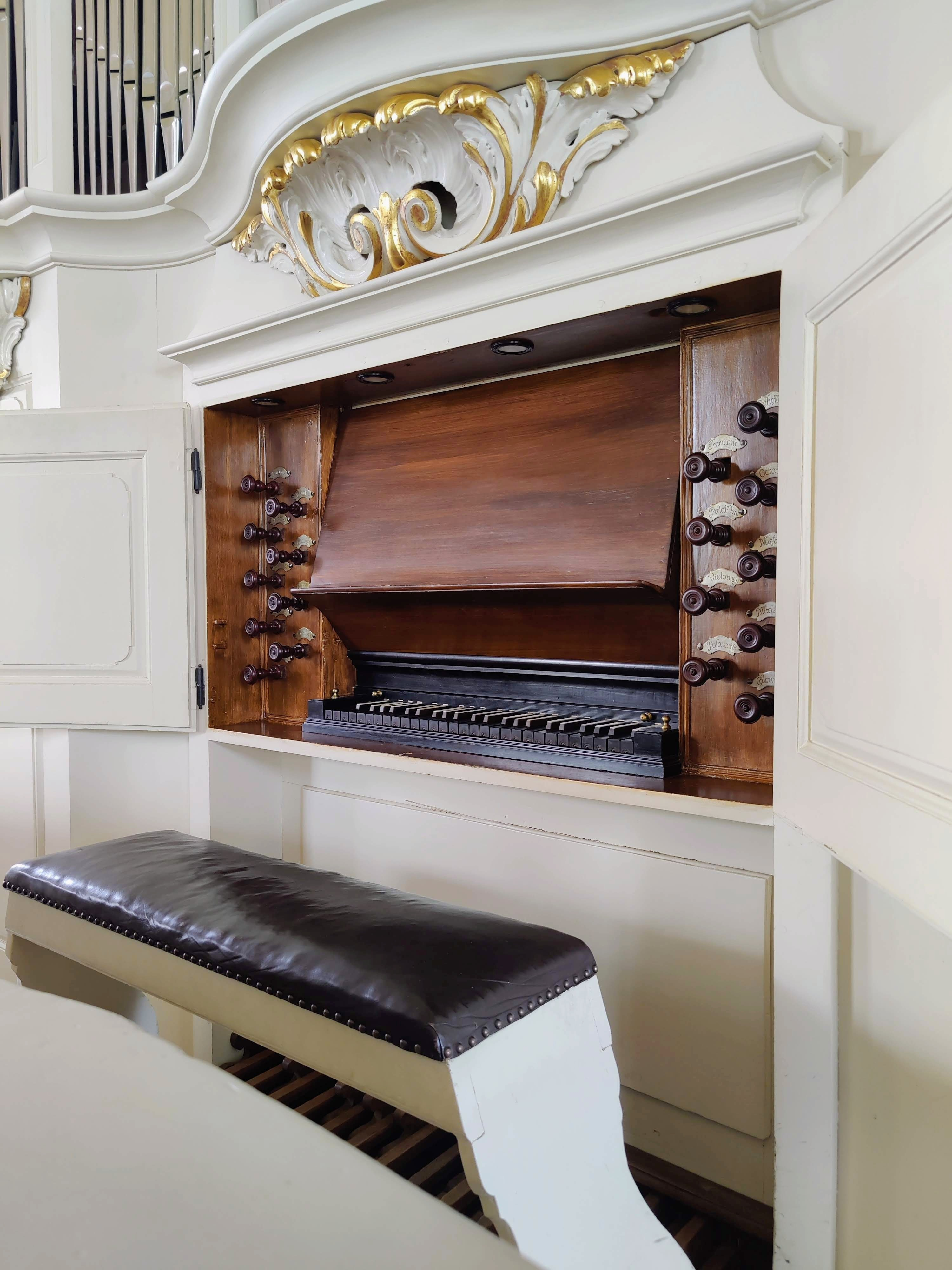
Spielanlage der Orgel

Der Orgelbauer Ernst Julius Marx baute 1787 die erste Orgel für die Französische Kirche. Dieses Instrument wurde 1806 während der Nutzung des Kirchenbaus durch die Franzosen als Magazin schwer beschädigt. Carl Eduard Gesell stellte 1868 eine neue Orgel mit zwei Manualen und 14 Registern auf. Sie wurde 1930 ersetzt durch eine neue Orgel von Alexander Schuke mit ebenfalls 14 Registern. Diese Orgel wurde in den 1970er Jahren bei Einbrüchen in die Kirche schwer beschädigt; die Orgelpfeifen wurden gestohlen. Die Kirchgemeinde fand auf ihrer Suche nach Ersatz der Schuke-Orgel eine Orgel, die dem Klang und der Gestaltung der ursprünglichen Orgel von Marx entsprach. Sie stammte aus dem Jahr 1783 und war vom Orgelbauer Johann Wilhelm Grüneberg für die Reformierte Johanniskirche in Berlin-Spandau gebaut worden. Ab 1903 stand sie in der Dorfkirche in Bärenklau (die Spandauer Kirche war 1902 abgerissen worden). Beim Umsetzen in die kleinere Kirche von Bärenklau waren mehrere Register entfernt worden. 1917 wurden die zinnernen Pfeifen zu Kriegszwecken beschlagnahmt und eingeschmolzen. 1928 reparierte Alexander Schuke die Orgel und baute neue Prospektpfeifen aus Zink ein. In der Dorfkirche wurde die lange Zeit unspielbare Orgel 1983 von Andreas Kitschke und dem Kantor Christlieb Albrecht untersucht und wiederentdeckt, wobei die im Manual-Ventilkasten eingeklebte Inschrift

„Anno 1783 … Orgel erbauet von  Orgelbauer Johann Wilhelm Grüneberg in Brandenburg den 8ten May“

entdeckt wurde.
Bei der Untersuchung wurde der Verlust von einigen Prospektpfeifen, Teilen der Schnitzereien und einiger Pfeifenreihen bemerkt. Das Holz zeigte Wurmbefall. 1990 wurden die Schnitzereien am Prospekt durch die Fa. Thürmer aus Dresden ergänzt bzw. repariert.
Kitschke schlug vor, das Instrument nach Potsdam in die Französische Kirche zu bringen. Zum einen wäre nach einer Restaurierung der Klang der Orgel für die kleine Dorfkirche zu gewaltig gewesen, zum anderen zeigte die Orgel eine große äußerliche und klangliche Ähnlichkeit mit der Marx-Orgel.
1985 konnte die Kirchgemeinde das Projekt übernehmen und mit der Planung der Restaurierung beginnen. 1991 wurde die Orgel in der nahe der Französischen Kirche gelegenen Werkstatt der Firma Schuke anhand der in Spandau gefundenen Orgelbauakten restauriert. Zu Ostern 2000 erklang die Orgel zum ersten Mal wieder im Gottesdienst, mit sechs Registern. Ab dem 22. Juli desselben Jahres wurde sie dann wieder vollständig restauriert öffentlich gespielt und am 29. September geweiht.
Die barocke Grüneberg-Orgel mit 13 Registern auf Manual und Pedal ist die größte der erhalten gebliebenen Orgeln Johann Wilhelm Grünebergs. Das Instrument hat keine Koppeln. Die Disposition lautet:
| Manualwerk CD–d3 |           |    |
| 1.               | Prinzipal | 8′ |
| 2.               | Gedact    | 8′ |
| 3.               | Rohrflöte | 8′ |
| 4.               | Octave    | 4′ |
| 5.               | Nassat    | 3′ |

| (Fortsetzung) |                  |       |
| 6.            | Octave           | 2′    |
| 7.            | Cornet III (D) 0 |       |
| 8.            | Mixtur IV        | 1 ⁄2′ |
| 9.            | Trompete (D) 0   | 8′    |
|               | Tremulant        |       |

| Pedalwerk CD–c1 |           |     |
| 10.             | Subbaß    | 16′ |
| 11.             | Violon    | 08′ |
| 12.             | Octave    | 04′ |
| 13.             | Posaune 0 | 08′ |

- Spielhilfen: Cymbel-Sonnen
- Anmerkung

(D) = Diskant-Seite
In der Kirche steht auch ein kleines Positiv, eine Leihgabe der Manufaktur Alexander Schuke Orgelbau mit fünf Registern (Holzgedackt 8', Rohrflöte 4', Principal 2', Oktave 1', Scharff 3 f.)

## Bilder

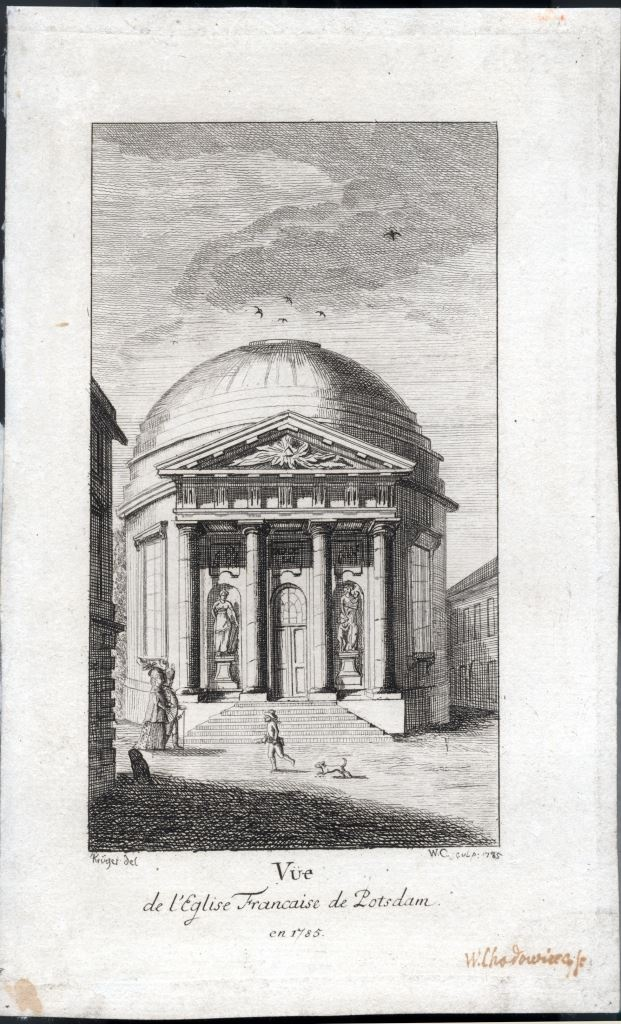
Ansicht der Französischen Kirche von Potsdam (1785)
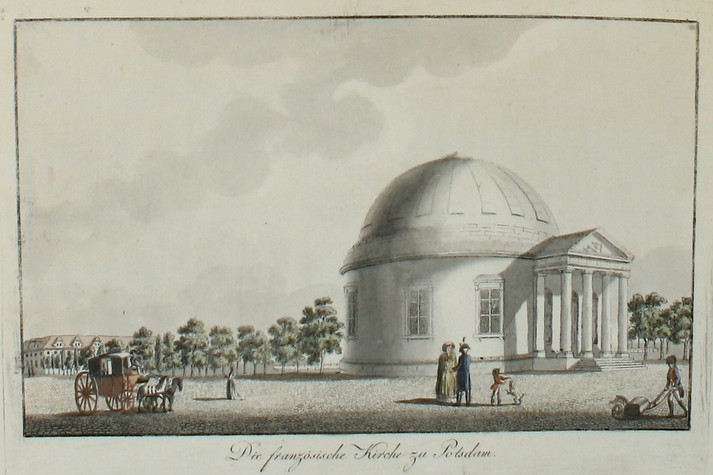
Die französische Kirche zu Potsdam (um 1795)
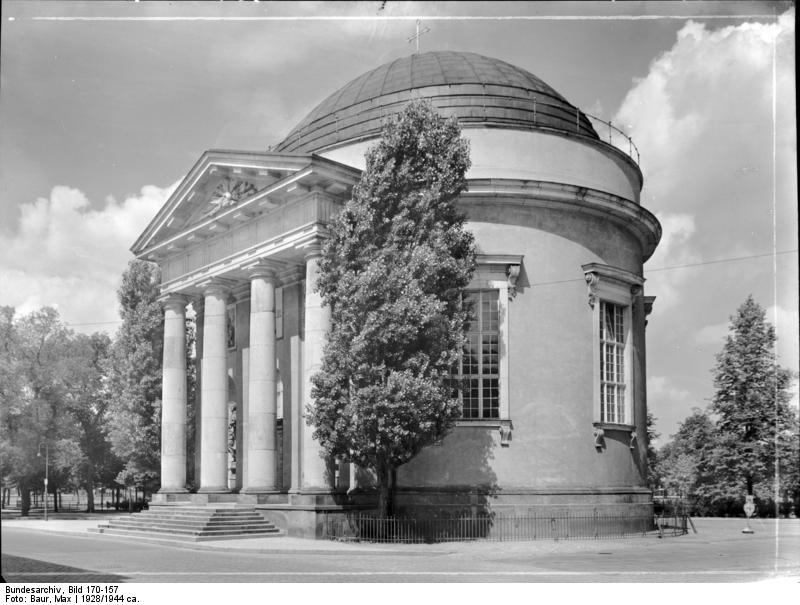
Potsdam – Französische Kirche (vor 1944)
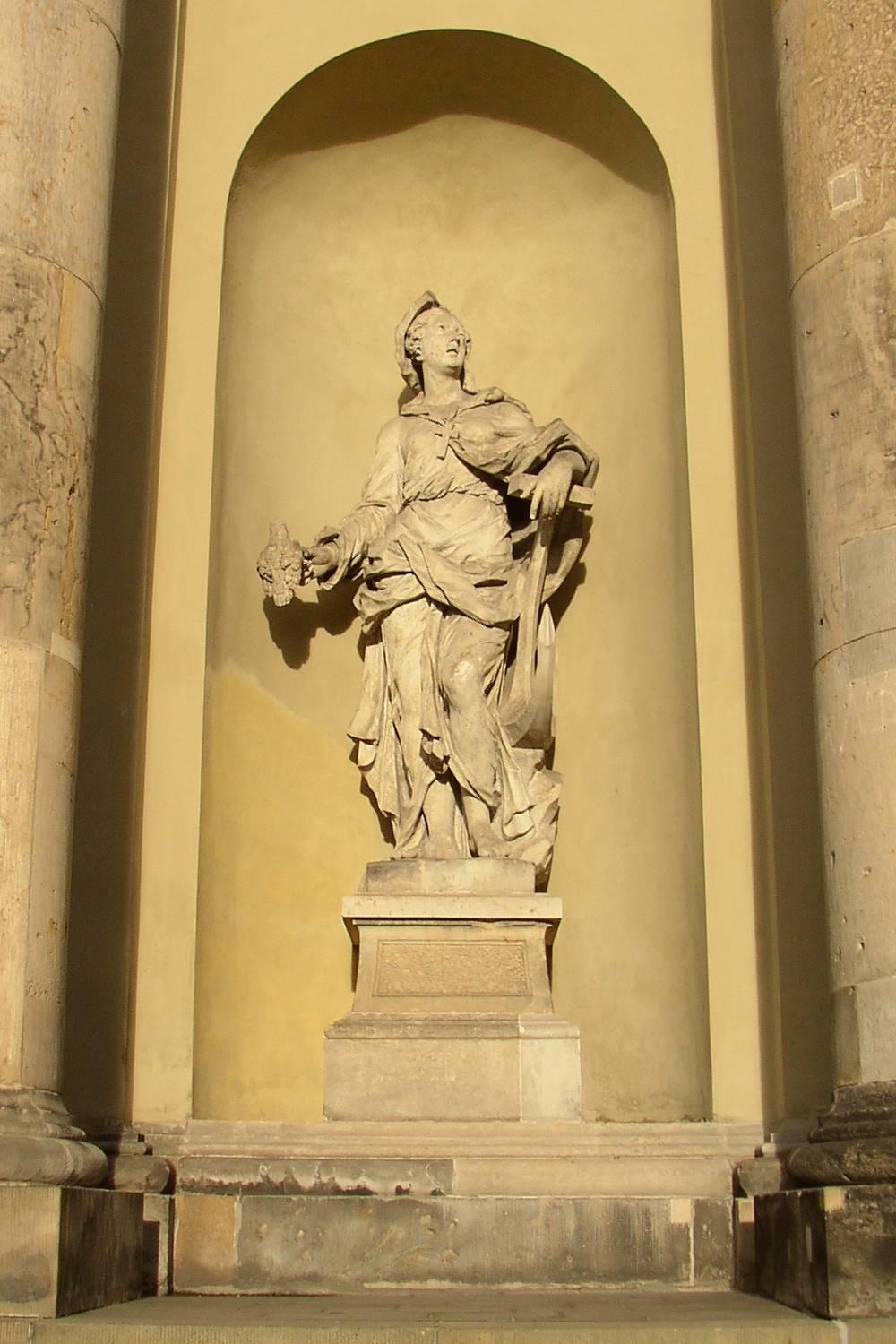
Figur links des Portals Spes (2006)
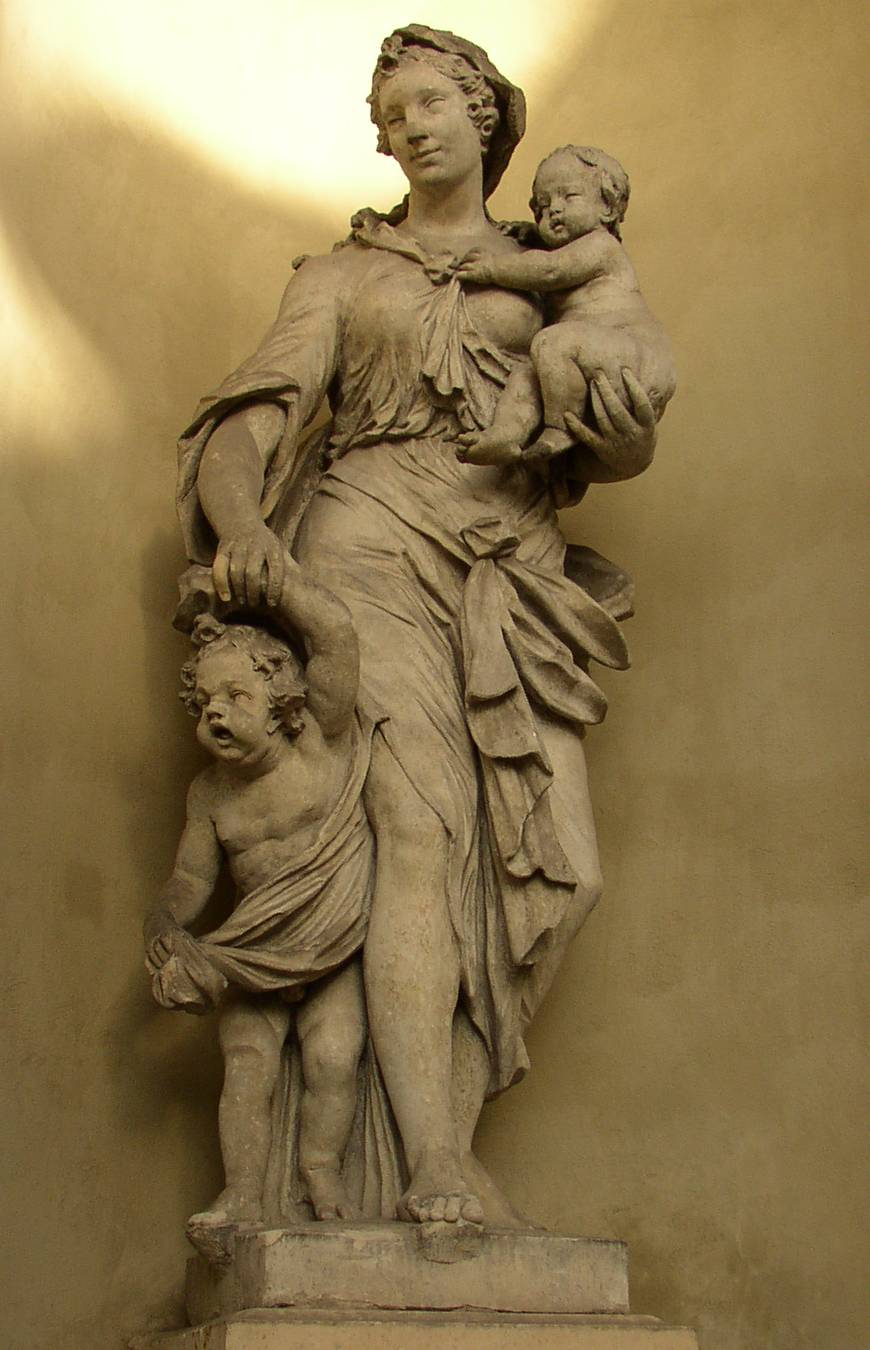
Figur rechts des Portals Caritas (2006)
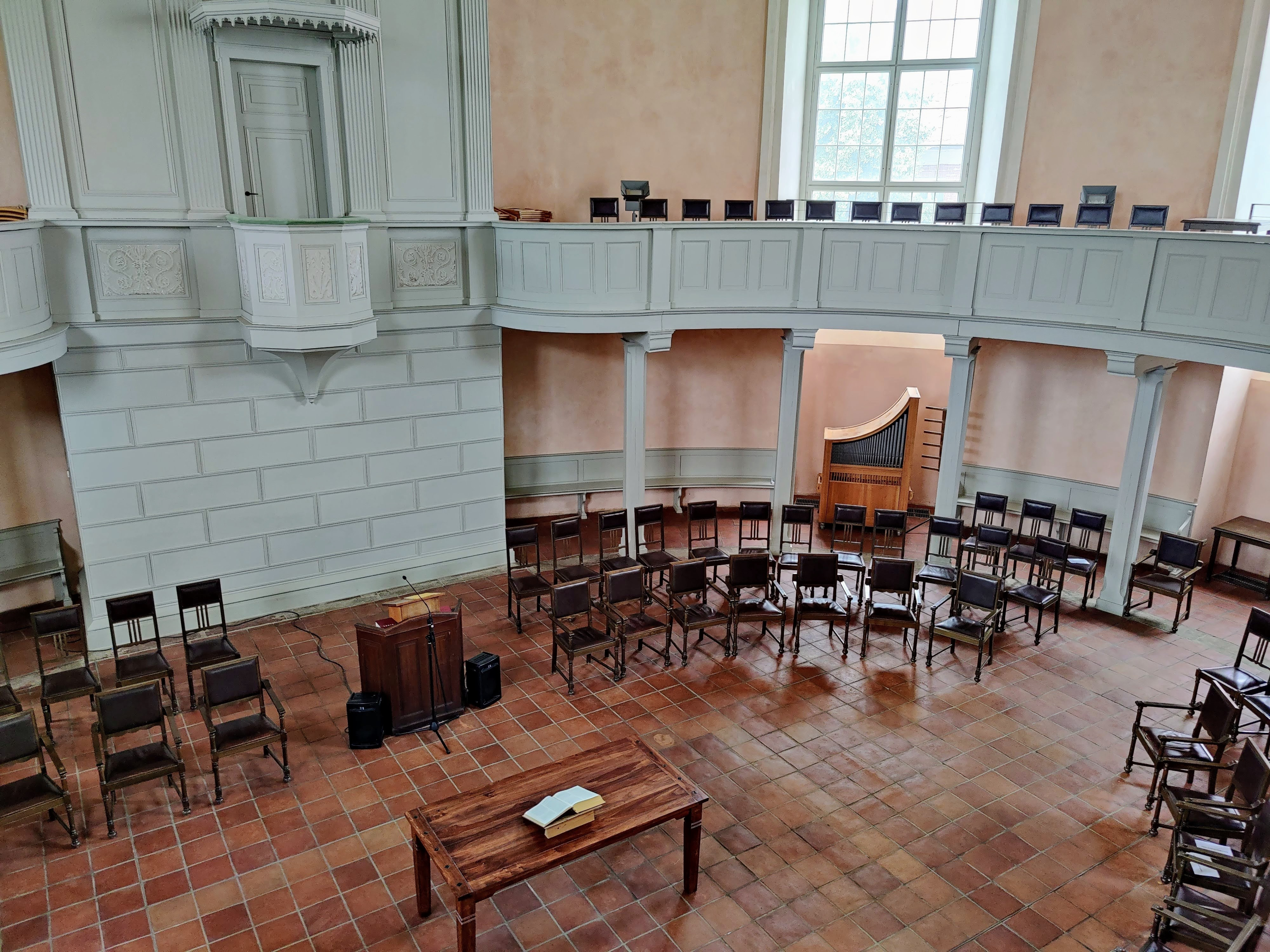
Innenraum (2021)
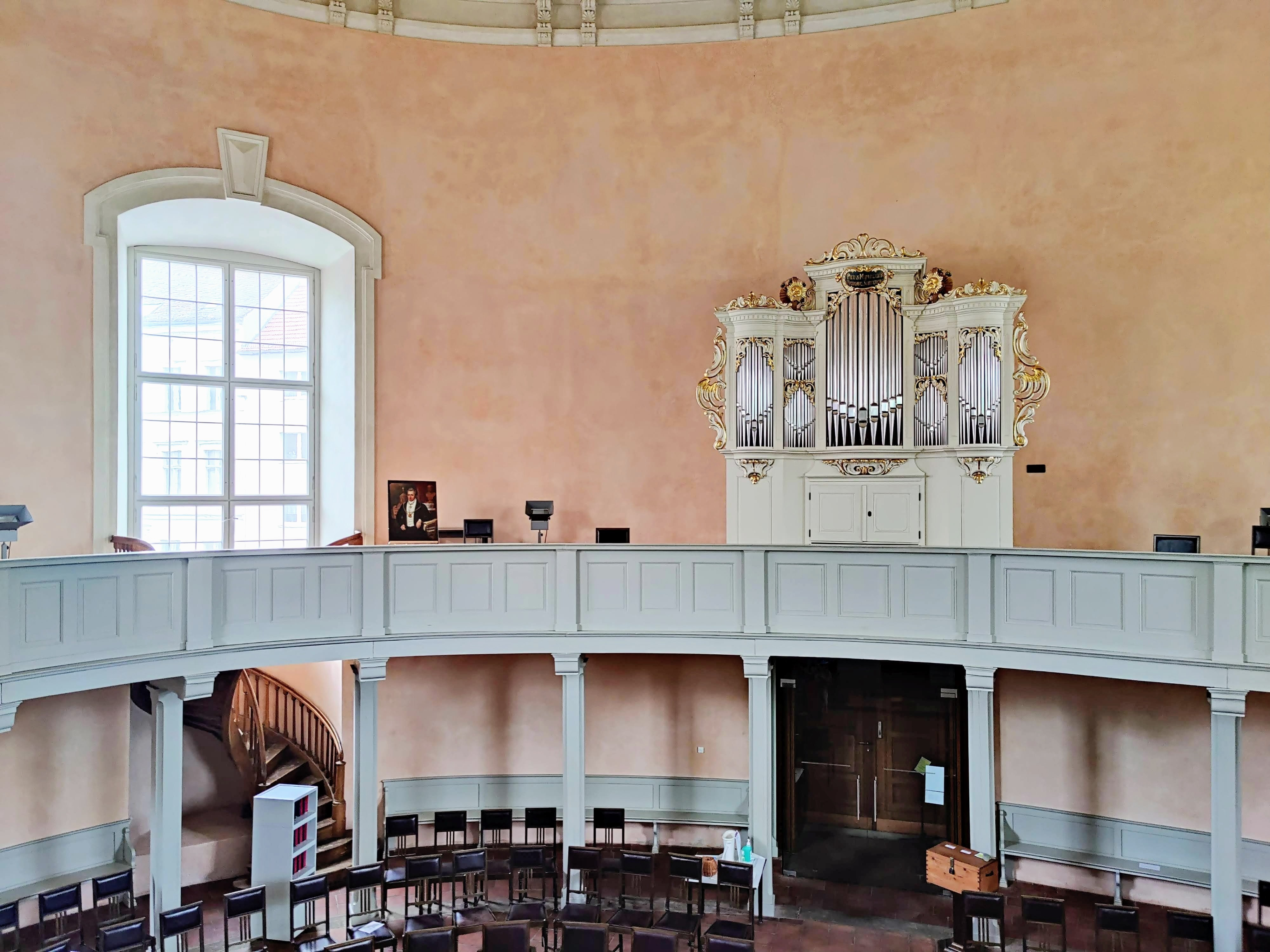
Innenraum mit Orgel
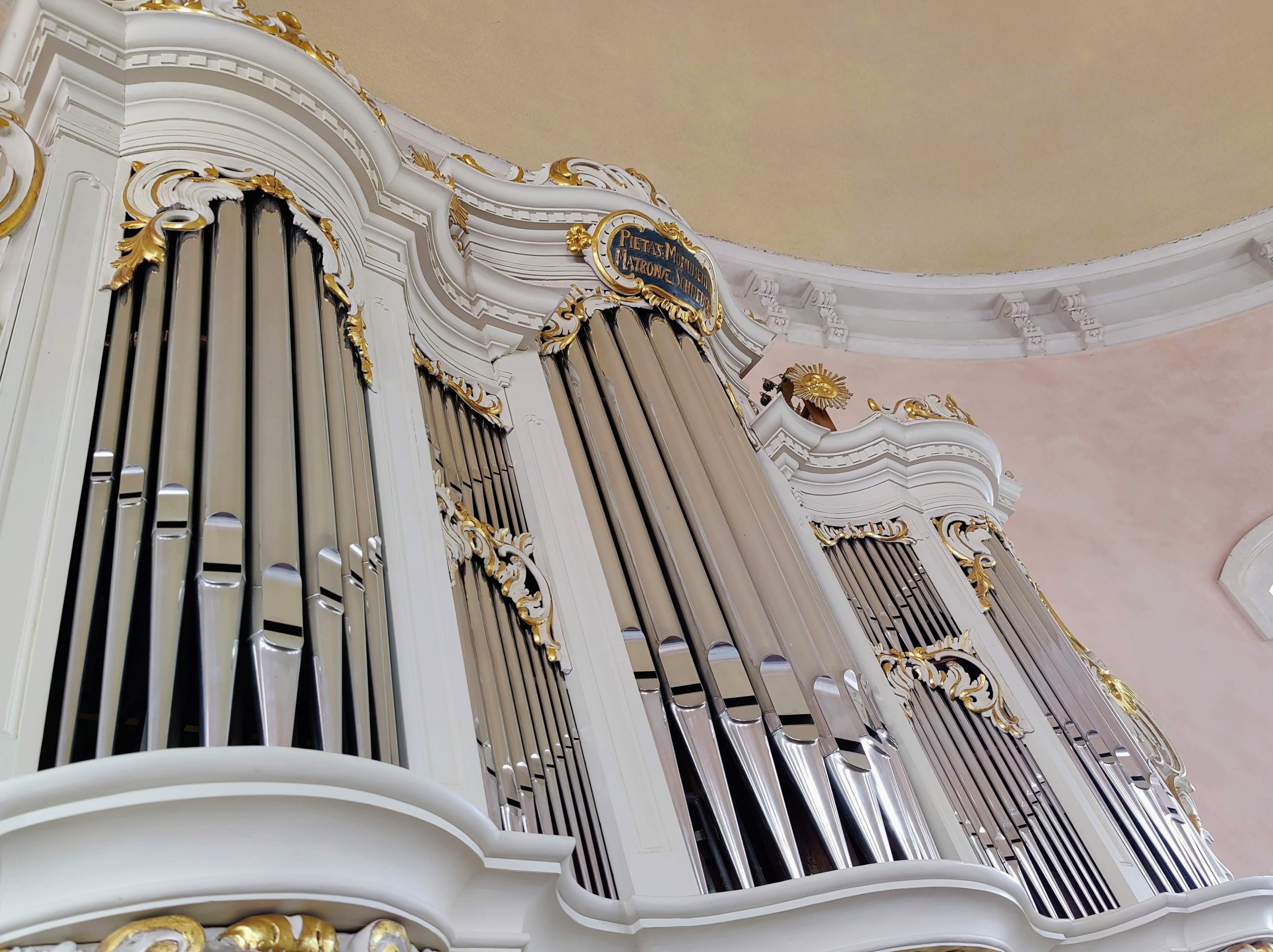
Orgelprospekt
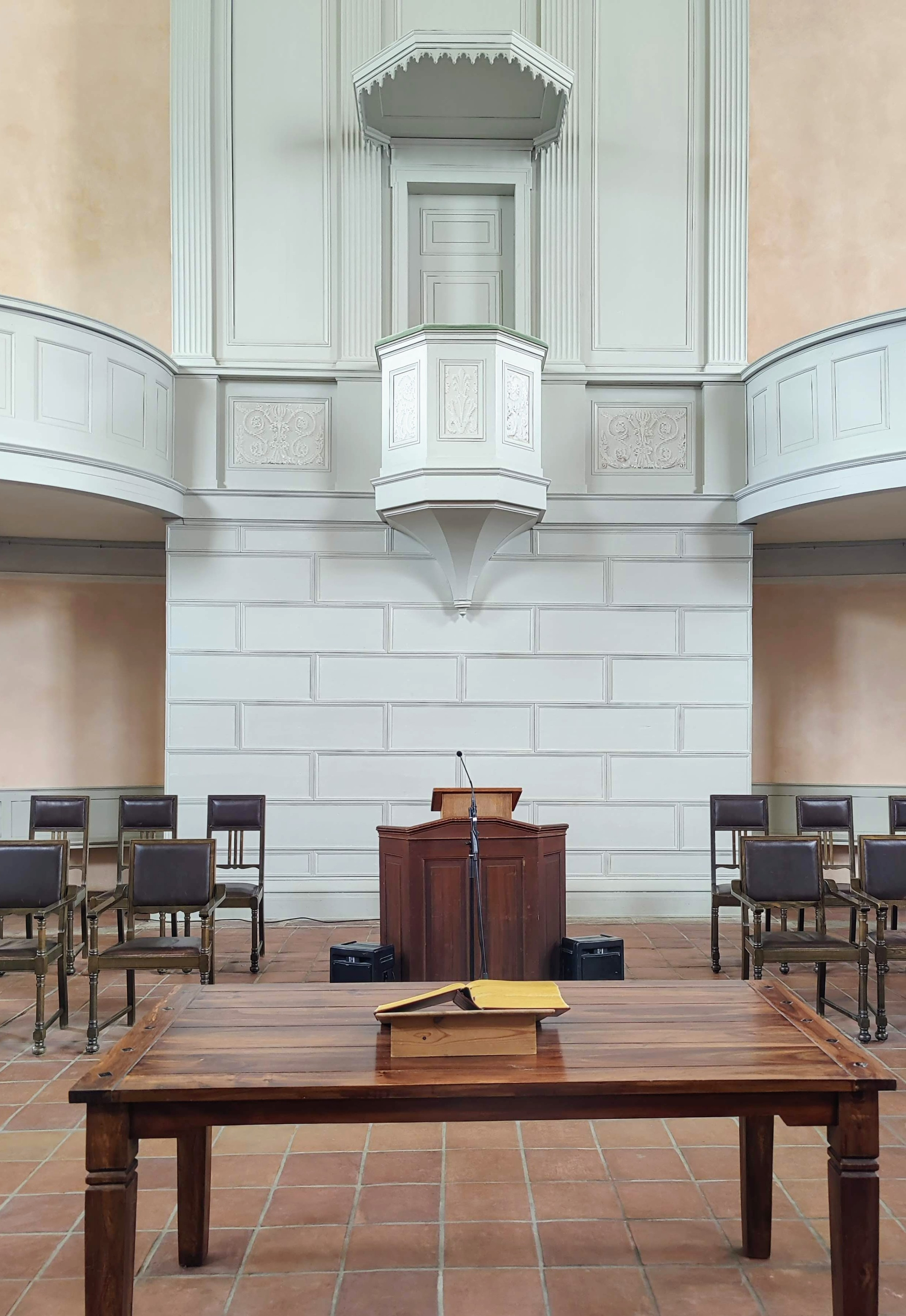
Kanzel